# Infantele João, Duce de Beja
Infantele João, Duce de Beja (16 martie 1842 – 27 decembrie 1861) a fost infante portughez și membru al Casei de Bragança-Saxa-Coburg și Gotha.

## Biografie
Infantele João s-a născut la Lisabona ca al treilea fiu al reginei Maria a II-a a Portugaliei și a regelui Ferdinand al II-lea al Portugaliei. A fost numit Duce de Beja în plus față de titlul de Prinț de Saxa-Coburg și Gotha ca membru al Casei de Bragança-Saxa-Coburg și Gotha.
João a primit o educație militară și a fost colonel al unui regiment de cavalerie. A vizitat Anglia și Franța împreună cu fratele său Luís I al Portugaliei care era moștenitor al tronului, atunci când au fost chemați să se întoarcă în Portugalia de către fratele lor mai mare, regele Pedro al V-lea, care era pe moarte din cauza holerei. Fratele lor a murit la 11 noiebrie 1861 înainte de întoarcerea lor.
Ducele de Porto a devenit regele Luís I al Portugaliei iar João moștenitor al tronului. Nu a rămas mult timp moștenitor deoarece a murit o lună mai târziu, la 27 decembrie 1861 la vârsta de 19 ani. 